# 上海法政學院
上海法政學院，为中華民國創建的一所大學，位於上海金神父路450號。

## 历史
- 1912年，徐謙奉孫中山指示創建女子法政学堂并擔任首任校長，後更名為女子法政學校。
- 1924年，改為上海法政大學。
- 1926年，校董馮玉祥出資遷入新址，部分另成立上海法科大学（後為私立上海法學院，1949年裁撤）。
- 1929年，改為上海法政學院，抗日戰爭時期被日軍佔領，至1945年后再重修建立。
- 1951年，中華人民共和國建國後將其與誠明文學院等合併，改為上海法學院。
- 1952年，系院調整后，分別併入復旦大學、上海財經學院、華東政法學院[1]。

## 历任校长
该校歷任校長為郑毓秀、章士钊、王宠惠、魏道明、笪移今。